# Remo Lütolf
Remo Lütolf (* 18. Februar 1980 in Altstätten) ist ein ehemaliger Schweizer Schwimmer. Er erschwamm eine Bronzemedaille bei Weltmeisterschaften auf der 25-Meter-Bahn. Bei Europameisterschaften gewann er eine Bronzemedaille auf der 50-Meter-Bahn und je einmal Silber und Bronze auf der 25-Meter-Bahn.

## Sportliche Karriere
Bei den Europameisterschaften 1997 in Sevilla belegte die Schweizer 4-mal-100-Meter-Lagenstaffel mit Rolf Schwyter, Remo Lütolf, Philippe Meyer und Alex Miescher-Jost den achten Platz. Im April 1999 bei den Kurzbahnweltmeisterschaften in Hongkong wurde Lütolf Dritter über 50 Meter Brust und lag dabei nur 0,02 Sekunden hinter dem zweitplatzierten Schweden Patrik Isaksson. Die Lagenstaffel mit Philipp Gilgen, Remo Lütolf, Philippe Meyer und Karel Novy wurde Achte. Ende Juli fanden die Europameisterschaften in Istanbul statt. Lütolf belegte den fünften Platz über 50 Meter Brust.
Im März 2000 erreichte die Schweizer Lagenstaffel mit Philipp Gilgen, Remo Lütolf, Lorenz Liechti und Karel Novy den siebten Platz bei den Kurzbahnweltmeisterschaften in Athen. Im Juli 2000 bei den Europameisterschaften in Helsinki siegte der Deutsche Mark Warnecke über 50 Meter Brust vor dem Ukrainer Oleh Lissohor, 0,1 Sekunden hinter dem Ukrainer erschwamm Lütolf die Bronzemedaille. Gilgen, Lütolf, Meyer und Novy wurden mit der Lagenstaffel Siebte. Im September bei den Olympischen Spielen in Sydney erreichte Lütolf den A-Final über 100 Meter Brust und schlug als Achter an. Die Schweizer Lagenstaffel mit Philipp Gilgen, Remo Lütolf, Philippe Meyer und Karel Novy schwamm in den Vorläufen die 16. Zeit von 23 Staffeln. Im Dezember 2000 bei den Kurzbahneuropameisterschaften in Valencia belegte die 4-mal-50-Meter-Lagenstaffel mit Philipp Gilgen, Remo Lütolf, Lorenz Liechti und Christophe Buehler genauso den fünften Platz wie Lütolf über 50 Meter Brust.
Bei den Weltmeisterschaften 2001 in Fukuoka verpasste Lütolf als Neunter des Halbfinals über 50 Meter Brust den Finaleinzug um 0,06 Sekunden. Im August bei der Universiade in Peking gewann Lütolf die Silbermedaille über 50 Meter Brust. Bei den Kurzbahneuropameisterschaften in Antwerpen schied Lütolf sowohl mit der Lagenstaffel als auch mit der Freistilstaffel mit der neuntschnellsten Vorlaufzeit aus. Über 50 Meter Brust erreichte er den Final und wurde Sechster.
2002 bei den Kurzbahnweltmeisterschaften in Moskau schlug Lütolf über 50 Meter Brust als Vierter mit 0,08 Sekunden Rückstand auf den Drittplatzierten an. Bei den Europameisterschaften in Berlin schied Lütolf im Halbfinal über 50 Meter Brust mit der 13. Zeit aus. Im Dezember bei den Kurzbahneuropameisterschaften in Riesa erreichte Lütilf den siebten Platz über 100 Meter Brust. Über 50 Meter Brust hatte er als Vierter 0,04 Sekunden Rückstand auf den Gewinner der Bronzemedaille.
Ende 2003 bei den Kurzbahneuropameisterschaften in Dublin erschwammen Flori Lang, Remo Lütolf, Lorenz Liechti und Karel Novy die Bronzemedaille in der 4-mal-50-Meter-Lagenstaffel. Über 50 Meter Brust siegte Oleh Lissohor mit 0,13 Sekunden Vorsprung vor Lütolf, der eine Hundertstelsekunde vor Mark Mawrnecke anschlug. 2004 wurde Lütolf bei den Europameisterschaften in Madrid Vierter über 50 Meter Brust, hatte aber diesmal 0,12 Sekunden Rückstand auf die Bronzemedaille. Bei den Olympischen Spielen in Athen waren die 100 Meter Brust die kürzeste Strecke für Brustschwimmer. Lütolf schwamm im Vorlauf die 34. Zeit unter 60 Teilnehmern.
Lütolf nahm noch bis 2006 an internationalen Meisterschaften teil. Die einzige Endlaufplatzierung gelang ihm bei den Kurzbahneuropameisterschaften 2005, als er mit der 4-mal-50-Meter-Lagenstaffel in der Besetzung Alain Tardin, Remo Lütolf, Flori Lang und Karel Novy den achten Platz belegte.

## Fussnoten
1. ↑  Europameisterschaften 1997 bei the-sports.org
2. ↑  Kurzbahnweltmeisterschaften 1999 bei the-sports.org
3. ↑  Europameisterschaften 1999 bei the-sports.org
4. ↑  Kurzbahnweltmeisterschaften 2000 bei the-sports.org
5. ↑  Europameisterschaften 2000 bei the-sports.org
6. ↑  100 Meter Brust 2000 in der Datenbank von Olympedia.org (englisch), abgerufen am 22. Dezember 2024.
7. ↑  Lagenstaffel 2000 in der Datenbank von Olympedia.org (englisch), abgerufen am 22. Dezember 2024.
8. ↑  Kurzbahneuropameisterschaften 2000 bei the-sports.org
9. ↑  Weltmeisterschaften 2001 bei the-sports.org
10. 1 2  Remo Lütolf bei worldaquatics.com
11. ↑  Kurzbahneuropameisterschaften 2001 bei the-sports.org
12. ↑  Kurzbahnweltmeisterschaften 2002 bei the-sports.org
13. ↑  Kurzbahneuropameisterschaften 2002 bei the-sports.org
14. ↑  Kurzbahneuropameisterschaften 2003 bei the-sports.org
15. ↑  Europameisterschaften 2004 bei the-sports.org
16. ↑  100 Meter Brust 2004 in der Datenbank von Olympedia.org (englisch), abgerufen am 22. Dezember 2024.
17. ↑  Kurzbahneuropameisterschaften 2005 bei the-sports.org

| Personendaten    | Personendaten       |
| ---------------- | ------------------- |
| NAME             | Lütolf, Remo        |
| KURZBESCHREIBUNG | Schweizer Schwimmer |
| GEBURTSDATUM     | 18. Februar 1980    |
| GEBURTSORT       | Altstätten          |